# Peltocephalus dumerilianus
Peltocephalus dumerilianus là một loài rùa trong họ Podocnemididae. Loài này được Schweigger mô tả khoa học đầu tiên năm 1812.